# Caso Sayago
El Caso Sayago o la Causa de los petroleros de Las Heras, fue un proceso judicial argentino llevado a cabo para esclarecer la muerte del oficial Jorge Alfredo Sayago, quien fuera designado Comisario Post Mortem, tras haber sido herido en la noche del 6 de febrero y fallecido en la madrugada del 7 de febrero del 2006 durante el transcurso de una manifestación en Las Heras, provincia de Santa Cruz.

## Informe de autopsia
El 7 de febrero del 2006, realiza en el Hospital Zonal local, la autopsia el médico pediatra Dr José Rudecindo Antipani, perteneciente al cuerpo Médico Forense del Poder Judicial de la Provincia de Santa Cruz (MP 507), determinando las siguientes consideraciones médico-legales:
- Las lesiones fueron provocadas por elementos contusos contundentes por elemento punzante y por proyectil de arma de fuego.
- Las lesiones afectan dos órganos vitales como son el cerebro, con fracturas de la calota[nota 1] craneal y hemorragia intracraneal e intracerebral, lo que causa edema cerebral y aumento de la presión intracraneal, lo cual coloca al paciente en un estado de inestabilidad clínica, se afectó, también, los pulmones, en especial el pulmón derecho, por lesión del proyectil a nivel del bronquio fuente derecho y de la arteria pulmonar derecha, lo que provocó insuficiencia respiratoria, lo que contribuyó al óbito[nota 2] del paciente Sayago Jorge.
- Las características del orificio de entrada del proyectil del arma de fuego en la zona clavicular izquierda, permiten concluir que lesiona la piel, causó la fractura conminuta[nota 3] de la clavícula, encontrándose varias pequeñas esquirlas y un fragmento de mayor tamaño del proyectil, el cual se envía para realizar la pericia balística, en cuanto a la distancia del disparo es mayor de 50cm, por cuanto no tiene signos del disparo a corta distancia y teniendo en cuenta la descripción de orificio de entrada, el occiso se encontraba en un plano inferior al agresor, siendo la dirección del disparo de izquierda a derecha, de adelante hacia atrás, y ligeramente oblicuo de arriba hacia abajo.
- Tiene politraumatismo craneal con hematomas, excoriaciones, heridas contusas y cortante, en zona anterior y posterior, asentando en la zona posterior 3 heridas que fueron aplicadas, dos de ellas con similar elemento contuso en tanto que se observó otra que tiene características de provocación con objeto cortante, siendo la herida contuso desgarrante del cuero cabelludo en forma de “V” la que causó la fractura de cráneo radiada hacia el temporal izquierdo y parietal derecho, debiendo destacarse la energía puesta para su aplicación, provocando un símil estallido de los huesos del cráneo con alteración de la presión intracraneana, del sensorio,[nota 4] con pérdida de conocimiento e imposibilidad de defensa, con lenta agonía hasta el óbito.
- La multiplicidad de las lesiones, en relación con su ubicación e intensidad, muestra que su defensa prácticamente fue nula, teniéndose en cuenta que no presenta lesiones a nivel de las manos y de los antebrazos.

### Conclusión
La muerte de: Sayago JORGE ALFREDO
Fue producida por:
1. Hemorragia Intracraneal e intraparenquimatosa[nota 5]
2. Insuficiencia respiratoria
3. Politraumatismos

## Pericia balística
Las pericias balísticas determinaron que los disparos provinieron de una misma dirección con un calibre 22.

## Sentencia
El 12 de diciembre de 2013, después del mediodía se conocieron las condenas a los acusados por la muerte del policía Jorge Sayago.
- Prisión perpetua por homicidio agravado a Ramón Inocencio Cortez, José Rosales y Hugo González. Franco Padilla fue el cuarto condenado por homicidio, pero no recibió prisión perpetua ya que el hecho ocurrió cuando todavía era menor de edad.[7]
- Cinco años de prisión por coacción agravada a Pablo Mansilla, Carlos Mansilla, Daniel Aguilar, Néstor Aguilar y Ruben Bach.
- Cinco años como partícipe necesario de lesiones graves a Darío Catrihuala.
- Sobreseimiento para Juan Pablo Bilbao y Alexis Pérez.

La madre y la esposa del oficial quedaron conformes con la resolución.

## Impacto social
El Comité por la Absolución de los Petroleros de Las Heras, integrado por comisiones internas, centros de estudiantes y otras organizaciones gremiales, políticas, sociales y de derechos humanos, partió hacia Caleta Olivia para presenciar la sentencia y [cita requerida]participar de la movilización organizada por los gremios estatales de la ciudad. “La familia Sayago necesita un juicio justo y éste no lo es”, dijo Juan José Ortega, secretario general de los empleados judiciales.
Distintas personalidades de diferentes sectores sociales se han manifestado en variadas formas con respecto al caso.

El pueblo argentino está viviendo una de las más grandes injusticias históricas con los compañeros petroleros de Las Heras. Comparable con muchos de los delitos cometidos por las dictaduras militares vividas en pasados años. Las condenas de la justicia patagónica(...)
Osvaldo Bayer, fragmento de carta enviada al Centro de Profesionales por los Derechos Humanos

La presidenta Cristina Fernández de Kirchner se manifestó al respecto en una cadena nacional emitida el 1 de marzo de 2014, haciendo referencia a un corte de calle sucedido días antes, divisando banderas del PTS en reclamo por la absolución de los imputados:

El otro día, el corte... Y quiero decirlo porque me dolió en el corazón. Había salido yo de la casa de gobierno una tarde, cosa rara porque eran las ocho de la noche, y pude ver que había banderas rojas del PST. ¿Por qué protestan?, les digo. No, me dicen, protestan por lo de Las Heras. ¿Lo de Las Heras?

Yo les voy a contar a los que no saben qué es lo de Las Heras. En 2006, en un conflicto, un policía que salió a defender su comisaría en la localidad de Pico Truncado, fue muerto a palazos en el piso.
Ojo, que ser policía no te convierte ni en bueno ni en malo; y ser obrero tampoco te convierte en bueno ni en malo.
Fue muerto a palazos, pero a palazos; lo patearon y murió. Le reventaron todos sus órganos. Era un chico muy joven. No salió con el arma disparando, ni a los tiros, ni nada. Entre cuatro o cinco, lo agarraron y lo mataron a palazos. Como un perro murió. 2006. Lo recuerdo muy bien porque Néstor recibió... Eso fue en febrero. Vos te debés acordar, Juan Carlos. Estabas en Caleta, ¿no?
Néstor recibió a su viuda, una chica muy joven –ahora vive en Gobernador Gregores, con su pequeña hijita, –Marcia–, y yo entré. Creo que estaba Aníbal Fernández también acompañándolo a Néstor, ahí. Vos estabas, Aníbal, ¿no? Y la recibimos. Yo entré después, y la conocimos a la chica. Lo habían matado como a un perro.
Bueno, transcurrió desde aquel 2006 a la fecha y –fíjense, 2006 a la fecha– la Justicia finalmente llegó y los condenaron a los responsables de ese homicidio terrible, alevoso, porque fue sin defensa alguna.

Bueno, estaban protestando por la condena y cortaron la Panamericana, cuando los desalojó la Gendarmería, que la gente aplaudía, por la condena de la Justicia por un asesinato.
Cristina Fernández de Kirchner, fragmento de discurso

El petitorio también fue entregado al secretario de Derechos Humanos de la Nación, Luis Alén, quien solicitó un informe al tribunal sobre la investigación realizada por el fiscal de instrucción, Ariel Candia.